# Rue Vannes
La rue Vannes, parfois appelée rue de Vannes, est une ancienne voie du 1er arrondissement de Paris (ancien 4e arrondissement). Ouverte au XVIIIe siècle, elle est démolie et supprimée vers 1934 pour la construction du pavillon no 2 des Halles centrales.

## Situation
La rue Vannes, d'une longueur de 35 mètres commençait au 12, rue des Deux-Écus et au 19, rue du Four et finissait aux 6-8, rue de Viarmes.
Les numéros de la rue étaient noirs. Le dernier numéro impair était le no 5 et le dernier numéro pair était le no 8.
Jusqu'en 1859, elle était située dans l'ancien 4e arrondissement, quartier de la Banque, puis dans le 1er arrondissement.

## Origine du nom
Elle porte le nom du conseiller, procureur et avocat du roi et de la Ville de Paris, Jacques Jerôme Jollivet de Vannes (1712-1792).

## Historique
Elle a été ouverte, en avril 1765, sur l'emplacement de l'hôtel de Soissons, en vertu des lettres patentes du 25 novembre 1762, portant établissement dans Paris d'une nouvelle halle au blé et d'une gare pour les bateaux, registrées au Parlement de Paris le 22 décembre suivant et ouverte en 1763, lorsque l'on construisait la halle au Blé.
La suppression de la rue est décrétée par décret du 4 avril 1860 afin de permettre l'extension du périmètre des Halles centrales de Paris :
« Napoléon, etc.,
Sur le rapport de notre ministre secrétaire d’État au département de l'Intérieur ;
vu notre décret du 21 juin 1854, qui a approuvé le plan du périmètre des Halles Centrales de Paris et des alignements des voies publiques situées aux abords de ces Halles ;
la délibération du Conseil municipal en date du 8 juillet 1859, tendant à faire modifier ce périmètre et ces alignements ;
 le plan indiquant les nouvelles dispositions ;
Les pièces de l'enquête de commodo à laquelle il a été soumis ;
l'avis du sénateur préfet de la Seine ;
les lois des 16 septembre 1807, 3 mai 1841, les décrets des 26 mars 1852 et 27 décembre 1S58, et l'ordonnance réglementaire du 23 août 1835 ;
notre Conseil d’État entendu, avons décrété et décrétons ce qui suit :
- Article 1 : le plan du périmètre des Halles Centrales de Paris et de leurs abords est modifié conformément au plan ci-annexé, lequel détermine par des lignes noires avec liserés bleus :
  - 1° L'extension de ce périmètre au moyen de l'établissement de deux nouveaux pavillons qui seront construits sur l'emplacement de l'ilot de maisons situé entre les rues du Four-Saint-Honoré et de Viarmes et des rues de Vannes et Oblin à supprimer ;
  - 2° Diverses modifications aux alignements des voies existant ou à créer aux abords de ces Halles, et notamment l'ouverture de deux rues nouvelles : la première, de 15 mètres de largeur, entre les rues Jean-Jacques-Rousseau et du Jour, avec un pan coupé de 11 mètres du côté de la rue Jean-Jacques-Rousseau et une place quadrangulaire sur la rue du Jour, devant la principale entrée de l'église Saint-Eustache ; la deuxième, de 13 mètres de largeur, entre les rues du Jour et Montmartre, en longeant la dite église.

- Article 2 : est déclarée d'utilité publique l'exécution des diverses dispositions ci-dessus approuvées.

En conséquence, le préfet de la Seine, agissant au nom de la ville de Paris est autorisé à acquérir, soit à l'amiable, soit, s'il y a lieu, par voie d'expropriation, en vertu de la loi du 3 mai 1841 et du décret du 26 mars 1852, les immeubles ou portions d'immeubles dont l'occupation est nécessaire.
- Article 3 : notre ministre secrétaire d'État au département de l'Intérieur est chargé de l'exécution du présent décret.

Fait au palais des Tuileries, le 4 avril 1860. »
Un nouvel arrêté préfectoral du 5 avril 1886 confirmera le dégagement des abords de la nouvelle Bourse de commerce, en même temps que la démolition des rues Oblin, Mercier, Babille, de Sartine, des Deux-Écus et d'Orléans-Saint-Honoré.
La rue de Vannes ne sera toutefois démolie et supprimée que vers 1934, à la suite de l’arrêté préfectoral du 27 septembre 1930, pour la construction du pavillon no 2 des Halles centrales.